# Prussian Blue
Prussian Blue ist ein Comic der deutschen Zeichnerin Christina Plaka. Er erschien 2003 und ist im Stil von Mangas gezeichnet und erzählt.

## Handlung
Jun Imai ist Sänger und Gitarrist der Band „Prussian Blue“. Seine Freunde und Bandmitglieder lernen Sayuri kennen, die als Sängerin in die Band einsteigt und auch die Wohngemeinschaft der Jungen einzieht. Die Band probt Tag und Nacht, weil in drei Monaten der Wettbewerb der Schulbands stattfindet, bei dem ein Plattenvertrag gewonnen werden kann. Die größte Konkurrenz ist die Girl-Band „Orchidee“ und die Boyband „Cargo“.
Sayuri freundet sich langsam mit ihrem Zimmergenossen Jun an, der zunächst von ihrem Einzug nicht begeistert war. Die beiden kommen sich näher, als er Sayuri, die von Albträumen geplagt wird, mit in seinem Bett schlafen lässt. Als Jun von einer Musikerin der „Orchidee“ geküsst wird, kommt es zu ersten Konflikten in der jungen Beziehung.

## Veröffentlichungen
Prussian Blue erschien von Februar bis Juli 2003 im deutschen Manga-Magazin Daisuki, Ausgaben 1 bis 6, und wurde im gleichen Jahr von Carlsen Comics auch als Sammelband in der Reihe Best of Daisuki veröffentlicht. Eine Fortsetzung war trotz dem Ende des Erscheinens in der Daisuki schon beim Herauskommen des Sammelbandes angekündigt. Da die Zeichnerin später jedoch bei Tokyopop unter Vertrag stand, erschien die Fortsetzung Yonen Buzz dort.

## Rezeption
Der Comic gehörte zu den ersten erkennbar vom Manga beeinflussten deutschen Comics und wurde vom Verlag auch so beworben. Die Veröffentlichung wurde für die Autorin zum Erfolg, der sich mit der Fortsetzung bei Tokyopop jedoch nicht wiederholte. Es handelte sich auch um die erste kommerzielle Veröffentlichung von Christina Plaka. Bei Splashcomics wird der Zeichenstil als „gewöhnungsbedürftig, aber doch schön“ bezeichnet. Die Handlung sei etwas dünn, der Comic zeige jedoch Potenzial und in seinem Verlauf sei eine stetige Weiterentwicklung der Zeichnerin zu erkennen. Das Werk sei ein typischer Shōjo-Manga. Die deutsche Zeitschrift Animania lobt die Zeichnungen als „nicht schlecht als Manga-Erstlingswerk“. Einfacher Zeichenstil, häufiger Verzicht auf Hintergründe machten den Stil aus. Das Werk wisse mit der „Darstellung einerseits sanfter und nachdenklicher, andererseits lustiger und humorvoller Szenen“ zu begeistern.